# ルナ16号

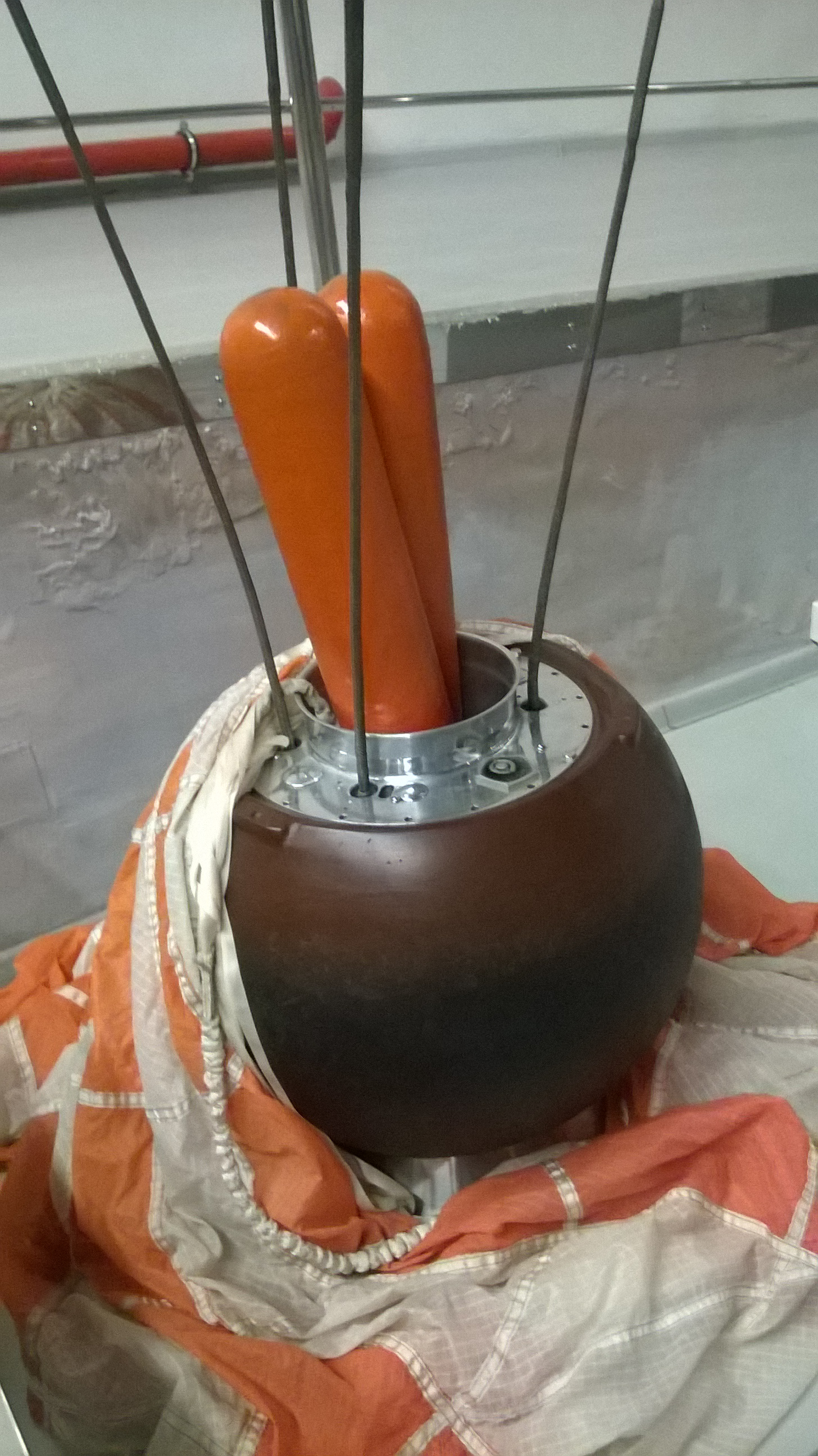
帰還カプセルを再現した模型。

ルナ16号（ロシア語：Луна-16、ラテン文字表記例：Luna 16）はソビエト連邦の無人月探査機。1970年9月12日に打上げられ、月面の試料（月の石）を採取し地球へ送った。無人探査機で月の石を地球に持ち帰ることに成功したのはルナ16号が初めてであった（世界で初めて月の石を持ち帰ったのは1969年のアポロ11号）。

## 設計
設計・製作は、ゲオルギー・ババキン率いるラーヴォチュキン設計局（OKB-301 現：S・A・ラーヴォチュキン記念科学生産合同）が担当した。
ルナ16号は降下ステージと上昇ステージの2つから構成されていた。
降下ステージは探査機を月面に着陸させる機能を担った。エアバッグによる着陸を行ったルナ9号・13号と異なり、ルナ16号はロケットを噴射しながら探査機全体が4本の足で軟着陸する設計となっていた。カメラ・温度計・放射線計といった機器も搭載され、着陸後の科学的観測も行った。
上昇ステージは降下ステージ上に取付けられていた。月面より発射され地球へ試料を送り届ける役割があった。上昇する際に使用するロケットエンジンと、試料を封入し大気圏へ突入するためのカプセルを備えていた。月面からの打上げの際には降下ステージが発射台としての役目を果たした。
全体での重量は5.6 tに達した。打上げにはプロトンロケットが使用された。

## 飛行
1970年9月12日、ルナ16号はバイコヌール宇宙基地からプロトンロケットによって打上げられた。打上げは順調に進み、探査機は打上げロケット地球軌道脱出ステージと結合したまま地球周回軌道に投入された。同日中に脱出ステージが点火され、月へ向かう軌道に乗せられた。脱出ステージはその後分離された。翌9月13日、軌道微修正が行われた。
9月17日、ルナ16号は高度111 kmの月周回軌道へ投入された。探査機は暫く月周回軌道に留まり、月の重力異常観測を行った
9月20日、降下ステージ逆噴射により探査機は月周回軌道を離れて月面への降下を開始し、順調に進んだ。高度20 mでメイン逆噴射エンジンが停止、続いて副エンジンが点火された。高度2mで全エンジン噴射を停止した。そして世界時5時18分、ルナ16号は豊かの海への軟着陸に成功した。着陸地点は夜を迎えていた。暫くして降下ステージに取付けられていた採集装置が展開し、付近の土壌を掘削して上昇ステージのカプセルへ送り込んだ。
9月21日、土壌サンプル封入が終わり、上昇ステージは月面を離れた。残された降下ステージは月面放射線観測を続けた。
9月24日、カプセルが地球大気圏へ突入、カザフスタンへ着地した。回収された月の土壌質量は101 gであった。